# Franz Josef Jung
Franz Josef Jung (Eltville am Rhein, 5 marzo 1949) è un politico tedesco, membro della CDU.
Ha ricoperto l'incarico di Ministro della difesa durante il primo governo Merkel, il 22 novembre 2005. Nell'ottobre del 2009 è stato nominato Ministro del lavoro e degli affari sociali del secondo governo Merkel, carica che ha ricoperto sino al 27 novembre 2009.

## Biografia
Dopo il servizio militare Jung ha studiato giurisprudenza presso l'Università di Magonza. In seguito divenne avvocato e notaio. Ha ricoperto diversi incarichi politici nell'Assia. Nel settembre del 2007 venne aspramente criticato per la sua proposta di abbattere aerei civili, qualora questi venissero presi in ostaggio da parte di terroristi. Tali affermazioni fecero avanzare, da parte di alcuni politici della SPD, la richiesta delle sue dimissioni.

## Dimissioni
Il 27 novembre 2009 si dimette dall'incarico di Ministro del lavoro e degli affari sociali a seguito dello scandalo scoppiato, quando era Ministro della difesa, in riferimento alla strage di civili avvenuta il 4 settembre 2009 in Afghanistan, quando su richiesta del comando tedesco aerei americani colpirono due autocisterne piene di carburante che erano state catturate dai talebani.
Le dimissioni di Jung seguono di un giorno le dimissioni di Wolfgang Schneiderhan, Generalinspekteur della Bundeswehr, e di Peter Wichert, sottosegretario alla difesa.